# Mladistvý
Mladistvý znamená obecně (velmi) mladý, mladě svěží, nebo také člověk na rozmezí dětství a dospělosti. Věková hranice pro vymezení mladistvého není vždy stejná, liší se mezinárodně i v rámci vnitrostátního práva, v některých případech se překrývá či splývá s věkovou hranicí používanou pro dítě či nezletilou osobou. V českém prostředí je mladistvý v nejobecnějším smyslu osoba, která dovršila 15 let, ale nepřekročila 18 let věku. Tento termín se používá zejména v trestním právu, přičemž trestní odpovědnost mladistvých se vyznačuje některými odlišnostmi oproti trestní odpovědnosti dospělých. V oblasti pracovního práva se užívá pojem mladistvý zaměstnanec pro zaměstnance mladšího osmnácti let.

## Mezinárodní právo
Organizace spojených národů (OSN) od roku 1981 definuje pro statistické účely mladistvého (youth) jako osobu mezi 15. a 24. rokem života, přičemž klade toto věkové vymezení zejména do souvislosti se vzděláním a prací. Mladistvý je podle Definition of Youth často popisován jako osoba mezi věkem ukončení povinného vzdělávání a najitím si první práce. OSN zároveň uznává, že členské státy mohou používat jiné definice a že i jednotlivé entity OSN používají v některých případech jiné vymezení. Úmluva o právech dítěte z roku 1989 například rozumí dítětem každou lidskou bytost mladší osmnácti let, pokud podle právního řádu, jenž se na dítě vztahuje, není zletilosti dosaženo dříve.
Obecně lze říci, že kde se hovoří o právech dětí (children's rights), tam jde zejména o zdůraznění aspektu ochrany, kde o právech mladistvých (youth rights), tam je kladen důraz na rozšíření svobody a zodpovědnosti.

## Český právní řád

### Trestní právo
Rozdílné použití termínu děti a termínu děti a mladiství (mládež) v souvislosti s trestním právem zpravidla zohledňuje, zda je daná osoba v pozici objektu činu (tedy toho, proti komu čin směřuje) nebo subjektem činu (tedy jeho pachatelem).
Trestní zákoník (č. 40/2009 Sb.) rozumí dítětem osobu mladší osmnácti let, pokud trestní zákon nestanovuje jinak (§ 126). Dále v jednotlivých paragrafech rozlišuje mezi dítětem mladším patnácti let, například v případě trestní odpovědnosti za vykonání soulože s dítětem mladším patnácti let (§ 187, srov. též legální věk způsobilosti k pohlavnímu styku), a dítětem, například v případě trestní odpovědnosti za podání alkoholu dítěti (§ 204).
Trestní zákoník dále stanoví, že kdo v době spáchání činu nedovršil patnáctý rok svého věku, není trestně odpovědný (§ 25) a že trestní odpovědnost mladistvých a sankce jim ukládané upravuje zákon o soudnictví ve věcech mládeže (§ 109). Při spáchání trestného činu může být polehčující okolností skutečnost, že pachatel spáchal trestný čin ve věku blízkém věku mladistvých (§ 41). Těmto pachatelům může soud v některých případech uložit také některá z výchovných opatření uvedených v zákoně o soudnictví ve věcech mládeže za obdobného užití podmínek stanovených pro mladistvé, např. v souvislosti s podmíněným upuštěním od potrestání s dohledem, výměrou a výkonem obecně prospěšných prací (§ 41, § 63, § 65 a další). Naopak přitěžující okolností může být, svedl-li pachatel k činu jinak trestnému, provinění nebo trestnému činu jiného, zejména dítě mladší patnácti let, mladistvého nebo osobu ve věku blízkém věku mladistvých (§ 42). Mládež je totiž nositelem svébytných skupinových znaků (osobnostních, sociálních a behaviorálních), které z ní činí poměrně „snadnou kořist“.

Zákon o soudnictví ve věcech mládeže (č. 218/2003 Sb.) definuje mládež jako děti a mladistvé, přičemž dítětem mladším patnácti let rozumí toho, kdo v době spáchání činu jinak trestného nedovršil patnáctý rok věku, a mladistvým toho, kdo v době spáchání provinění dovršil patnáctý rok a nepřekročil osmnáctý rok svého věku (§ 2). V souvislosti s mládeží tedy zákon nehovoří o spáchání trestného činu, ale o spáchání činu jinak trestného u dětí a o spáchání provinění u mladistvých (mladistvý delikvent). Posuzování těchto činů provádějí soudy pro mládež (§ 4). 

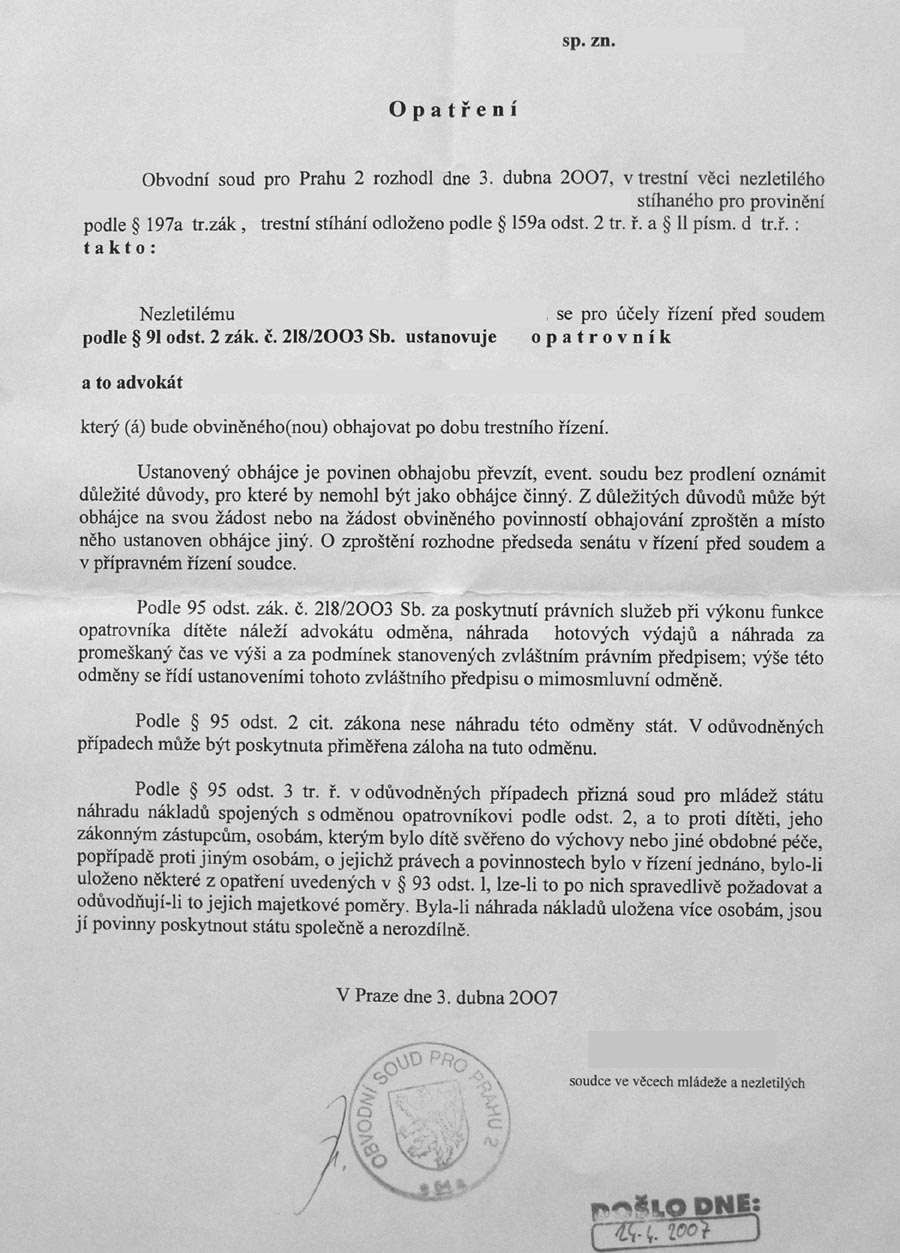
Opatření, kterým se nezletilému ustanovuje opatrovník pro účely řízení před soudem

Požadavek zvláštního zacházení s mládeží ve srovnání s dospělými se opírá mj. o Úmluvu o právech dítěte, která obsahuje ustanovení o zranitelné pozici dětí, přičemž dítětem ve smyslu Úmluvy je každá lidská bytost mladší 18 let, tedy i mladistvý obviněný či podezřelý. Při jednání s mladistvými během úkonů trestního řízení je nutné postupovat s ohledem na jejich věk, zdravotní stav, rozumovou a mravní vyspělost, a to tak, aby byl co nejméně ohrožen jejich další vývoj (§ 3). Zvláštní pozornost je věnována také ochraně soukromí mladistvých v průběhu trestního řízení (§ 52 – § 54). Zákon klade důraz na snahu o znovuzačlenění mládeže do společnosti (resocializaci) a na úsilí o obnovení narušených sociálních a právních vztahů. Filosofie zacházení s mladistvými přitom vychází z předpokladu, že se jedná o osoby dospívající, morálně, sociálně a mentálně dosud nezralé, a tedy snáze napravitelné a s vysokou možností převýchovy.
Mladistvému lze uložit opatření výchovná, ochranná či trestní (§ 10). Mezi výchovná opatření patří mj. dohled probačního úředníka či probační program (§ 15). Jejich specifickým účelem je usměrnění způsobu života mladistvého podporováním a zajišťováním jeho výchovy, nikoli represí. Směřují například k vytržení mladistvého ze závadového prostředí a jeho navrácení k původním sociálním vazbám. Mezi ochranná opatření patří mj. ochranné léčení či ochranná výchova (§ 21). Jejich specifickým účelem je kladně ovlivnit duševní, mravní a sociální vývoj mladistvého a chránit společnost před pácháním nových provinění. Mezi trestní opatření pak patří například obecně prospěšné práce, peněžitá opatření, zákaz vstupu na určité akce či podmíněné a nepodmíněné odnětí svobody (§ 24). Nepodmíněné odnětí svobody přitom soud pro mládež může mladistvému uložit, jen pokud by uložení jiného trestního opatření zjevně nepostačovalo k dosažení účelu tohoto zákona. Mladistvému může být uloženo trestní opatření odnětí svobody na dobu maximálně 5 let, jen ve zvlášť zavrženíhodných případech na 5-10 let (§ 31). Stanoveny jsou také zkrácené maximální limity délky vzetí do vazby (§ 47).
Mladistvý musí mít obhájce (§ 42) a to i v případě, kdy by zastoupení výslovně odmítal. Opravné prostředky ve prospěch mladistvého může podat mj. příslušný orgán sociálně-právní ochrany dětí, a to i proti jeho vůli, podobně jako jeho zákonný zástupce či opatrovník a obhájce (§ 72).
Zákon počítá také se spoluprací s orgánem sociálně-právní ochrany dětí, se zájmovými sdruženími občanů a s osobami realizujícími probační programy (§ 40). Významnou roli v celém systému opatření hraje Probační a mediační služba.

### Pracovní právo
Zákoník práce (č. 262/2006 Sb.) definuje mladistvé zaměstnance jako zaměstnance mladší osmnácti let (§ 350). Spodní věková hranice mladistvého zaměstnance je přitom vymezena občanským zákoníkem (č. 89/2012 Sb.), podle kterého je zakázána závislá práce nezletilých mladších než patnáct let nebo nezletilých, kteří neukončili povinnou školní docházku (§ 34).
Zákoník práce upravuje pracovní podmínky mladistvých zaměstnanců zejména § 243 až § 247. Zákon ukládá zaměstnavateli mj. povinnost vytvářet příznivé podmínky pro všestranný rozvoj mladistvých zaměstnanců, zaměstnávat je pouze pracemi přiměřenými jejich fyzickému a rozumovému rozvoji a zajistit jim na své náklady pravidelné lékařské prohlídky. Zákon dále zakazuje zaměstnávat mladistvé prací přesčas a prací v noci (s výjimkou mladistvých zaměstnanců starších než 16 let, kteří mohou v odůvodněných případech a za zvláštních podmínek konat noční práci nepřesahující 1 hodinu), pracemi pro ně nepřiměřenými, nebezpečnými či škodlivými jejich zdraví, a to se zvláštním zřetelem na specifika jejich věku, pracemi se zvýšeným rizikem úrazů jejich či jiných osob, pracemi pod zemí při těžbě nerostů nebo při ražení tunelů a štol.
Zákoník práce také určuje zvláštní pravidla pro stanovení pracovní doby (§ 79) a rozvržení pracovní doby a doby odpočinu (§ 90, § 92) pro osoby mladší 18 let. S osobou, která nedosáhla 18 let věku, navíc nemůže být uzavřena dohoda o odpovědnosti za svěřené hodnoty (§ 252) ani dohoda o odpovědnosti za ztrátu svěřených věcí (§ 252).

### Občanské právo
Občanský zákoník (č. 89/2012 Sb.) rozlišuje ve vztahu k věku pojmy zletilost a nezletilost. Ty pak úzce souvisejí s pojmem svéprávnost, což je způsobilost k právnímu jednání (§ 15).
Zletilosti nabývá člověk dovršením osmnáctého roku věku a nabytím zletilosti se zároveň stává plně svéprávným (§ 30). Plně svéprávným se může stát před nabytím zletilosti také přiznáním svéprávnosti nebo uzavřením manželství (§ 30). Uzavření manželství nezletilému, který dovršil šestnácti let věku, může ve výjimečných případech povolit soud, jsou-li k tomu důležité důvody (§ 672). Přiznat svéprávnost může soud nezletilému, který dosáhl šestnácti let, zpravidla na základě žádosti nezletilého a se souhlasem jeho zákonného zástupce, a to zejména pokud je osvědčena jeho schopnost sám se živit a obstarat si své záležitosti (§ 37).
Nezletilý, který nenabyl plné svéprávnosti, je způsobilý k právnímu jednání, jež je svojí povahou přiměřené rozumové a volní vyspělosti jeho věku (§ 37). Zákonný zástupce nezletilého mu může také udělit souhlas k určitému právnímu jednání, pokud to není zákonem zvlášť zakázáno (§ 32). Se souhlasem soudu může zákonný zástupce udělit nezletilému rovněž souhlas se samostatnou výdělečnou činností (§ 32).
Zákon dovoluje nezletilým, kteří dosáhli patnácti let, zavázat se k výkonu závislé práce pod podmínkou, že jako den nástupu je sjednán nejdříve den, kdy nezletilý ukončí povinnou školní docházku (§ 35). Závislá práce před tímto dnem a závislá práce nezletilých mladších patnácti let je zakázána (§ 34).

### Správní právo
V oblasti správního práva se termín mladistvý vyskytuje například v zákoně o veřejném zdravotním pojištění (č. 48/1997 Sb.), a to v souvislosti se zdravotní péčí v odborných dětských léčebnách a ozdravovnách poskytovanou dětem a mladistvým do 18 let (§ 34), dále zákon zmiňuje mladistvé umístěné ve školských zařízeních pro výkon ústavní výchovy a ochranné výchovy (§ 7) nebo vybrané mladistvé (§ 31). Termín mladiství nijak nedefinuje. Zároveň používá spojení jako děti mladší 18 let (§ 16b) či děti a dorost do 18 let (§ 33). Pracuje také s termínem nezaopatřené dítě (§ 7), přičemž nezaopatřenost dítěte se posuzuje podle zákona o státní sociální podpoře (č. 117/1995 Sb.) a může se za určitých podmínek vztahovat k dítěti až do 26. roku věku (§ 11).
Zákon o sociálně-právní ochraně dětí (č. 359/1999 Sb.) definuje pro účely tohoto zákona dítě jako nezletilou osobu (§ 2). Termín mladistvý používá pouze v souvislosti se situacemi, které se týkají přestupkového či trestního řízení vedeného proti mladistvému (§ 32, § 33) či v souvislosti s výkonem trestu mladistvého (§ 34, § 51)